# Wilhelm Ludwig von Eschwege
El Barón de Eschwege, Wilhelm Ludwig von Eschwege (Auer Wasserburg, Hesse, 10 de noviembre de 1777 — Kassel, 1 de febrero de 1855), también conocido por Guilherme von Eschwege o por Wilhelm Ludwig Freiherr von Eschwege, fue un geólogo, geógrafo, arquitecto y metalúrgico alemán.
Contratado por la Corona portuguesa para llevar a cabo el estudio del potencial minero de Portugal. En ese país estaba cuando en 1808 la corte se trasladó a Brasil, debido a la invasión francesa dirigida por Junot. Sería en Brasil donde se hizo notar por la realización de la primera exploración geológica de carácter científico hecha en aquel país.

## Biografía
Wilhelm Ludwig von Eschwege nació el 10 de noviembre de 1777 en Aue bei Eschwege, Hesse, Alemania. De familia aristocrática, destinado a la carrera militar, estudió en la Universidad de Göttingen (1796-1799) junto con el naturalista Georg Heinrich von Langsdorff (1774-1852). En Marburg tomó contacto con la ingeniería de minas y se convirtió en consultor en Clausthal y Richelsdorf (1801).
A pesar de que algunos afirman que fue alumno de Abraham Gottlob Werner (1749-1817), el fundador de la moderna mineralogía, no hay referencias en los anales de Freiberg de que pasara por allí. Destinado a la  vida militar, su curiosidad intelectual le llevó a adquirir una formación académica ecléctica, muy propia de la intelectualidad europea del siglo XIX. Estudió derecho, ciencias naturales, arquitectura, ciencia y economía política, economía forestal, mineralogía y paisajismo.

### En Portugal
José Bonifácio de Andrada e Silva fue el responsable de la venida del barón de Eschewege a Portugal, según cuenta el propio barón en sus escritos. Bonifácio solicitó la venida de operarios alemanes especializados en la explotación de minas. Le fueron presentados, por tanto, científicos alemanes y entre ellos, un barón. Es el barón quien cuenta como José Bonifácio vivía en la Quinta do Almegue, en los arrededores de Coímbra, con pocos lujos, en el periodo en que era profesor de Metalurgia en la Universidad. Este encuentro merece ser resaltado por la importancia que ambos tuvieron en los destinos de Portugal y Brasil (véase el Capítulo III de José Bonifacio Biografía de Octavio Tarquíneo de Sousa).
En 1802, Eschwege parte a Portugal, donde permanece hasta 1810, ocupando el cargo de director de minas. De su experiencia en Portugal y de los viajes de prospección realizados por todo el país, recogió información geológica y paleontológica, además de información sobre las técnicas de minería y gestión de minas en Portugal y en las colonias, que le permitieron iniciar la publicación de diversas obras de carácter científico e integrar una red intelectual integral, que incluía, entre otras, a autoridades como Goethe, y Alexander von Humboldt. Durante su estancia en Portugal catalogó numerosos aspectos de la mineralogía portuguesa y publicó un estudio sobre las conchas fosilizadas en la región de Lisboa.
De 1803 a 1809 el barón de Eschwege dirigió la fábrica de artillería y aprestos de hierro en Arega, Figueiró dos Vinhos, donde se fabricaban, entre otros productos en hierro, los cañones del ejército portugués.

### En el Brasil
Después de trabajar en Portugal, Eschwege marchó en 1810 a Brasil por invitación del príncipe regente, Juan VI de Portugal, para  "reanimar la decadente minería de oro y para trabajar en la naciente industria siderúrgica". También se encargó la enseñanza de las ciencias de la ingeniería a los futuros oficiales del ejército y de continuar, ahora en ese territorio, sus trabajos de explotación minera y de metalurgia.
En 1810 fue creado por el príncipe regente el Real Gabinete de Mineralogía de Río de Janeiro, siendo llamado para dirigir y enseñar a los mineros técnicas avanzadas de extracción mineral. Permaneció hasta 1821 en Brasil, con el cargo de teniente-coronel de ingenieros, nombrado "Intendente de las Minas de Oro" y curador del Gabinete de Mineralogía.
En ese mismo año Eschwege inició en Congonhas do Campo, Minas Gerais, los trabajos de construcción de una fábrica de hierro, llamada la "Patriótica", empresa privada, en forma de sociedad por acciones. En 1811 su siderurgia ya producía a escala industrial. 
En el año de 1812, en Itabira do Mato Dentro (actual Itabira, Minas Gerais), fue por primera vez extraído hierro por malla hidráulica, con la ayuda de Eschwege, que allí innovó la minería de oro introduciendo los pilones hidráulicos...
En 1817 fueron aprobados por el gobierno los estatutos de las sociedades mineras, que establecían las bases para la fundación de la primera compañía minera de Brasil, a sugerencia de Eschwege.
En los campos de la geología y de la mineralogía, emprendió viajes de exploración de los cuales resultó una vasta obra escrita de investigaciones geológicas y mineralógicas. Fueron importantes sus expediciones de exploración científica a los estados de São Paulo y Minas Gerais, la primera señalando la presencia de manganeso.
De la obra escrita, publicada en Europa, sobresalen "Pluto Brasiliensis" (Berlín, 1833) la primera obra científica sobre la geología brasileña, y "Contribuciones para la Orografía Brasileña".
Con Francisco de Borja Garção Stockler tuvo un papel importante en la estructuración de la enseñanza en las áreas de las matemáticas y de la física en la Academia Militar de Río de Janeiro, escuela militar creada por carta regia del 4 de diciembre de 1810, que inició actividades el 23 de abril de 1811, y es una de las instituciones predecesoras de la actual Academia Militar das Agulhas Negras y la primera escuela de ingeniería en Brasil.

### De vuelta a Portugal
Era amante de la arquitectura y colaboró, invitado por D. Fernando de Saxe-Coburgo-Gota, rey-consorte de Portugal, casado com a rainha D. Maria II, en la elaboración de los planos del Palácio Nacional da Pena. Trabajó en ese proyecto de 1836 a 1840, mucho después de su regreso de Brasil.

### En Alemania
Regresó a Alemania, su país de origen, para morir en Kassel-Wolfsanger, Hessen, el 1 de febrero de 1855.

## Consideraciones

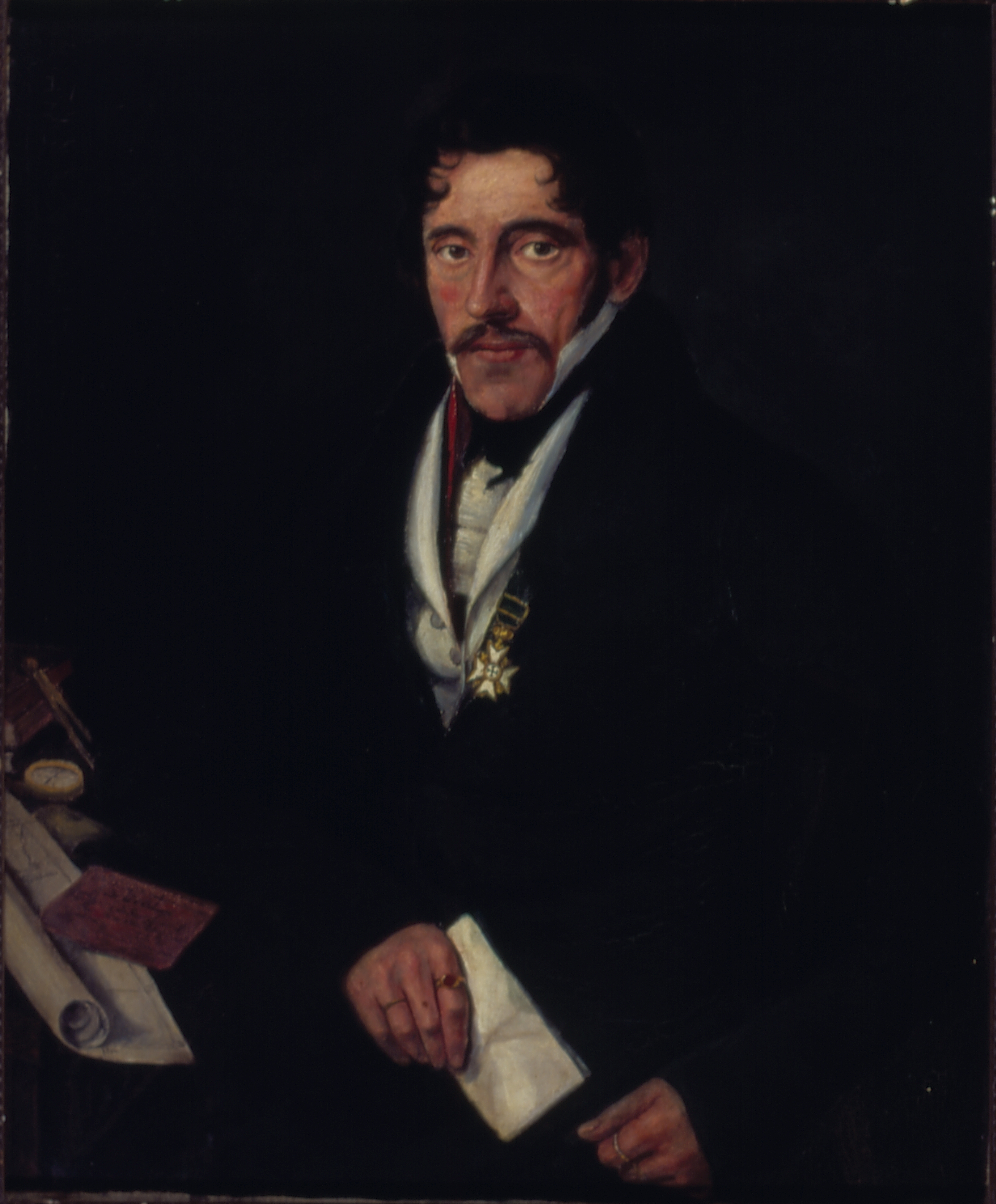
En pintura de Bernhard Wiegandt, en el Museu Paulista.

En memoria suya sería más tarde instituida en Brasil la  Medalla Barón de Eschwege  para galardonar la excelencia en materia de siderurgia. "Naturalista, estudioso de la mineralogía, geología y botánica, ingeniero militar de profesión, trabajó desde 1803 en Portugal en las minas de la desembocadura del Alge, en un proyecto cancelado. Entró en el ejército portugués con el grado de capitán de artillería desde 1807, combatió a las tropas francesas, y pasó en 1810 a Brasil, donde destacaría su importante labor en los campos de la geología y la minería. Asumió el cargo de director de minas y fue, más tarde, despedido por los miguelistas. Repuesto en el cargo por los liberales en 1835, fue promovido a brigadier del ejército. Conocedor de los hábitos portugueses, publicó en Hamburgo (1833) la obra
«Portugal eis Stat-und Sittengemalde» (Portugal, Quadro estatístico - Moral, Cenas e Bosquejos) que D. Fernando II ciertamente leyó, aunque las autoridades alemanas retuvieran la obra hasta su reedición de 1837; y muy probable que influyera en el pensamiento del entonces joven príncipe. En cuanto a su relación con D. Fernando II, se presume haber sido de gran confianza, hasta el punto de que el rey le concedió carta blanca para trazar las reformas del Palacio de la Pena y de haberle preferido a Posidio da Silva, entonces arquitecto de la Casa Real, cuando surgieron las primeras desavenencias entre ambos respecto al palacio. «D. Fernando ciertamente vio en Eschwege, además experiencias compartidas y una proximidad lingüística que mucho ayudaba a resolver los problemas del proyecto, la flexibilidad y la adaptabilidad necesarias para ceder a los deseos del príncipe, que quería allí hacer el «su» palacio, casi compartiendo la autoría.
Por otro lado, la cultura del barón de Eschwege, próxima a von Humboldt (1769-1859) y Goethe (1749-1832) a los que conocía de sus viajes por Europa y conocedora de las disertaciones de Schlegel (1767-1845) sobre la sublimación del gótico y su relación con la naturaleza, pesó más en la decisión de Fernando II que cualquier práctico y aún competente arquitecto portugués.»

## Obras publicadas
La obra del Barón de Eschwege es muy amplia y está escrita en alemán en su mayoría. La lista siguiente es pues incompleta:
- Brasil, novo mundo, Vol. I. Tradução Domício de Figueiredo Murta. Belo Horizonte: Fundação João Pinheiro, 1996. Introdução de João Antônio de Paula.
- Brasil, novo mundo, Vol. II. Tradução Myriam Ávila. Belo Horizonte: Fundação João Pinheiro, 2000. Introdução de Friedrich E. Renger.
- Jornal do Brasil, 1811 — 1817: ou relatos diversos do Brasil colectados durante expedições científicas. Tradução: Friedrich E. Renger, Tarcísia Lobo Ribeiro e Günter Augustin. Belo Horizonte: Fundação João Pinheiro, 2002. Introdução de Friedrich E. Renger e Douglas Cole Libby.
- Pluto Brasiliensis. São Paulo: Nacional, 1941. (2 volumes).
- Notícias e reflexões estadísticas a respeito da Província de Minas Gerais;
- Memória sobre a história moderna da Administração das Minas em Portugal, datada de 1838.
- Extracto de huma Memoria sobre a decadência das minas de Ouro da capitania de Minas Geraes, e sobre vários outros objectos Montanhisticos. Memorias da Academia Real da Sciencias de Lisboa, tomo 4, partr 2, 1815;
- Contribuições para a Orografia Brasileira.
- Memória sobre a história moderna da Administração das Minas em Portugal, 1838 (segundo a GEPB).